# Tipografia Campitelli
La tipografia Campitelli nacque a Foligno nel 1694, fondata da Niccolò Campitelli, capostipite di una famiglia di tipografi-editori e rimase attiva fino al 1935.

## Storia
L’officina prende avvio con l’acquisizione dei macchinari e materiali tipografici della tipografia condotta da Gaetano Zenobi. Secondo tradizione, sarebbe stata depositaria del torchio con cui sarebbe stata stampata la Divina Commedia nel 1472.
Acquisito il titolo di "Tipografia camerale ed episcopale” e di stamperia accademica per la locale Accademia Fulginia, nel 1782 ottiene la prerogativa di “Stampatore pubblico” per la città di Foligno.
Negli anni Ottanta dell’Ottocento, sotto la direzione di Francesco Bocci Campitelli (attivo dal 1863 al 1893) e del figlio Giovanbattista (attivo dal 1880 al 1920) la tipografia si trasferisce a nuova sede, amplia la produzione e l’organico e ottiene da Umberto I il titolo di “Reale stabilimento tipo-litografico”.
Nel 1937 la tipografia viene acquisita da Benedetto Pasquini per la Società Poligrafica Salvati.

## Produzione
La tipografia Campitelli inizia la produzione con la pubblicazione di stampe religiose, libretti musicali e poetici, fogli di notizie o avvisi, almanacchi e lunari.
La prima stampa che si conosca uscì nel 1694 per Niccolò Campitelli porta il titolo di S. Agnese vergine e martire. Oratorio a cinque voci con strumenti.
Nel 1696 Niccolò Campitelli inizia la pubblicazione di fogli di avvisi settimanali, produzione che si estenderà per tutto il corso del Settecento.
Fin dalla fine del Seicento, prevalentemente con il marchio "Feliciano Campitelli", immette sul mercato diversi lunari da parete (il più antico oggi conosciuto è l'Apocatastasi celeste per l'anno 1698) e, dalla seconda metà del Settecento, numerosi almanacchi come Il filosofo errante, il Casamia e il  Barbanera, che pubblicherà ininterrottamente fino al 1935.
Dal 1782 stampa bandi ed editti per il comune di Foligno.
Dalla seconda metà dell’Ottocento amplia la produzione con la stampa di pubblicazioni ufficiali di comuni ed enti di tutta Italia (a titolo di esempio, la pubblicazione annuale, per diversi comuni di un opuscolo dal titolo Solenne distribuzione de' premi agli alunni delle scuole), oltre che di stampe encomiastiche e celebrative su commissione.